# Lidia Chojecka
Lidia Chojecka-Leandro (Siedlce, 25 gennaio 1977) è un'ex mezzofondista polacca.

## Palmarès
| Anno | Manifestazione    | Sede        | Evento       | Risultato | Prestazione | Note |
| ---- | ----------------- | ----------- | ------------ | --------- | ----------- | ---- |
| 1994 | Mondiali juniores | Lisbona     | 1500 m piani | 7ª        | 4'18"70     |      |
| 1995 | Europei juniores  | Nyíregyháza | 1500 m piani | Oro       | 4'17"29     |      |
| 1996 | Mondiali juniores | Sydney      | 1500 m piani | 5ª        | 4'11"36     |      |
| 1997 | Mondiali indoor   | Parigi      | 1500 m piani | Bronzo    | 4'06"25     |      |
| 1997 | Europei under 23  | Turku       | 1500 m piani | Argento   | 4'14"70     |      |
| 1997 | Universiadi       | Catania     | 1500 m piani | Bronzo    | 4'12"38     |      |
| 1998 | Europei indoor    | Valencia    | 1500 m piani | Argento   | 4'14"93     |      |
| 1998 | Europei           | Budapest    | 1500 m piani | 6ª        | 4'15"00     |      |
| 1999 | Mondiali indoor   | Maebashi    | 1500 m piani | Bronzo    | 4'05"86     |      |
| 1999 | Europei under 23  | Göteborg    | 1500 m piani | Oro       | 4'07"86     |      |
| 1999 | Mondiali          | Siviglia    | 1500 m piani | 9ª        | 4'05"55     |      |
| 2000 | Europei indoor    | Gand        | 1500 m piani | Batteria  | dnf         |      |
| 2000 | Europei indoor    | Gand        | 3000 m piani | Argento   | 8'42"42     |      |
| 2000 | Giochi olimpici   | Sydney      | 1500 m piani | 5ª        | 4'06"42     |      |
| 2001 | Mondiali          | Edmonton    | 1500 m piani | 5ª        | 4'06"70     |      |
| 2002 | Europei           | Monaco      | 1500 m piani | 9ª        | 4'10"56     |      |
| 2003 | Mondiali indoor   | Birmingham  | 1500 m piani | Batteria  | 4'10"51     |      |
| 2004 | Mondiali indoor   | Budapest    | 1500 m piani | 8ª        | 4'10"32     |      |
| 2004 | Giochi olimpici   | Atene       | 1500 m piani | 6ª        | 3'59"27     |      |
| 2005 | Europei indoor    | Madrid      | 3000 m piani | Oro       | 8'43"76     |      |
| 2006 | Mondiali indoor   | Mosca       | 3000 m piani | Bronzo    | 8'42"59     |      |
| 2006 | Europei           | Göteborg    | 1500 m piani | 5ª        | 4'01"43     |      |
| 2007 | Europei indoor    | Birmingham  | 1500 m piani | Oro       | 4'05"13     |      |
| 2007 | Europei indoor    | Birmingham  | 3000 m piani | Oro       | 8'43"25     |      |
| 2007 | Mondiali          | Osaka       | 1500 m piani | 8ª        | 4'08"64     |      |
| 2008 | Giochi olimpici   | Pechino     | 1500 m piani | Batteria  | 4'19"57     |      |
| 2009 | Europei indoor    | Torino      | 1500 m piani | 6ª        | 4'15"90     |      |
| 2009 | Europei indoor    | Torino      | 3000 m piani | Batteria  | dnf         |      |
| 2009 | Mondiali          | Berlino     | 1500 m piani | 7ª        | 4'07"17     |      |
| 2010 | Mondiali indoor   | Doha        | 3000 m piani | 11ª       | 9'07"80     |      |
| 2010 | Europei           | Barcellona  | 5000 m piani | dnf       | dnf         |      |
| 2011 | Europei indoor    | Parigi      | 3000 m piani | Argento   | 8'58"30     |      |
| 2012 | Mondiali indoor   | Istanbul    | 3000 m piani | 6ª        | 8'56"86     |      |
| 2012 | Europei           | Helsinki    | 5000 m piani | Batteria  | 4'20"66     |      |